# Isla de Kadavu
Kadavu es la cuarta isla más grande de Fiyi, y la isla más grande del grupo Kadavu, un archipiélago volcánico formado por Kadavu, Ono, Galoa y una cantidad de islas en el gran arrecife de Astrolabio. Su principal centro administrativo es Vunisea, que tiene un aeropuerto, una escuela secundaria, un hospital y una estación gubernamental. Suva, la capital de Fiyi, está localizada a 88 kilómetros al norte de Kadavu. La isla pertenece a la provincia de Kadavu en la División Este.